# 雪若丸
雪若丸（ゆき わかまる）は、日本のイネの品種名および銘柄名である。山形県が、約15年間かけて育成し、2018年秋に本格販売された水稲新品種「山形112号」の新名称で、つや姫に対する弟という姉弟作戦と雪国・山形の男性的な名称で決定された。

## 概要
- 出穂期・成熟期ともはえぬき並。稈長は、はえぬき並の短稈で、穂長は並・穂数は多い。耐倒伏性は、はえぬき並の強である。葉いもちがやや強で、穂いもちは強である。障害型耐冷性、穂発芽性は中、高温耐性[3]はやや強である。
- 交配系譜

| 山形80 号 | 山形80 号 | 山形80 号 | 山形80 号 | 山形80 号            | 山形80 号 |  |  | 山形90 号 | 山形90 号 | 山形90 号 | 山形90 号 | 山形90 号 | 山形90 号 |  |  |  |  |
| 山形80 号 | 山形80 号 | 山形80 号 | 山形80 号 | 山形80 号            | 山形80 号 |  |  | 山形90 号 | 山形90 号 | 山形90 号 | 山形90 号 | 山形90 号 | 山形90 号 |  |  |  |  |
|           |           |           |           |                      |           |  |  |           |           |           |           |           |           |  |  |  |  |
|           |           |           |           | 雪若丸（山形112号 ） |           |  |  |           |           |           |           |           |           |  |  |  |  |

## 経過
- 2003年 - 山形県農業総合研究センター水田農業試験場・水稲部（鶴岡市）[6]で、人工交配を行ない、その後代から育成開始。
- 2017年 - 2月16日、名称決定。テスト販売200トン（33ha）。
- 2018年 - 2月28日、2017年産米の食味ランキング（参考品種）で、特Aを初獲得[7][8][9]
  - 本格販売。10,000トン（1,700ha）。
- 2018年10月4日 - テレビCM放映開始。出演は俳優の田中圭[10]。

## 関連記事
- 山形県[11][12]
- JAやまがた[13]
- 山形新聞[14][15]
- 日本経済新聞[16]
- 河北新報[17][18]
- 全農やまがた[19]
- 産経新聞[20]
- 朝日新聞[21]
- 毎日新聞[22]